# Déjà vu (canción de Blue System)
Déjà Vu es el primer sencillo del sexto álbum de Blue System, Déjà Vu. Es publicado en 1991 por Hanseatic M.V. y distribuido por BMG. La letra, música, arreglos y producción pertenecen a Dieter Bohlen. La coproducción estuvo a cargo de Luis Rodriguez.

## Sencillos
7" Single Hansa 114 722, 09.09.1991
1. Déjà Vu (Radio-Mix)		3:44
2. Déjà Vu (Instrumental)		3:44

12" Maxi Hansa 614 722, 09.09.1991
1. Déjà Vu (Maxi Mix)		6:18
2. Déjà Vu (Radio Mix)		3:44
3. Déjà Vu (Instrumental)		3:44

CD-Maxi Hansa 664 722, 09.09.1991
1. Déjà Vu (Radio Mix)		3:44
2. Déjà Vu (Maxi Mix)		6:18
3. Déjà Vu (Instrumental)		3:44

## Charts
El sencillo permaneció 14 semanas en el chart alemán desde el 23 de septiembre de 1991 hasta el 29 de diciembre de 1991. Alcanzó el #12 como máxima posición.
| Chart (1991) | Máxima posición |
| ------------ | --------------- |
| Alemania     | 12              |
| Austria      | 16              |

## Créditos
- Composición - Dieter Bohlen
- Productor, arreglos - Dieter Bohlen
- Coproductor - Luis Rodriguez
- Fotografía - Esser & Strauß
- Diseño - Ariola-Studios